# Bitva u Tewkesbury
Bitva u Tewkesbury se odehrála 4. května 1471 poblíž města Tewkesbury v Gloucestershire a ukončila jednu etapu války růží. Lancasterové na přechodnou dobu ztratili šanci dostat se na anglický trůn. Po ní následovalo čtrnáct let relativního klidu předtím, než Jindřich Tudor dosáhl konečného vítězství ve sporu dvou znepřátelených rodů.

## Pozadí
V době před bitvou se Eduard IV., poté co byl svým dřívějším spojencem Richardem Neville, hrabětem z Warwicku přinucen opustit Anglii, vrátil do země a s finanční a vojenskou podporou svého švagra vévody z Burgundska snažil obnovit svou šanci vrátit se na anglický trůn. Jeho bratr Jiří, který dříve podporoval Warwicka, svého spojence opustil a s Eduardem se usmířil. Poté, co Eduardovo vojsko dorazilo do Londýna utkalo se v bitvě u Barnetu s Warwickovou armádou a porazilo ji, přičemž Warwick sám byl v bitvě zabit.
Druhé části Lancasterské armády velela Markéta z Anjou, manželka Jindřicha VI., kterou doprovázel i Jindřichův jediný syn Eduard, princ z Walesu. Markéta se se svým vojskem vylodila přibližně v době, kdy byl Warwick zabit v bitvě u Barnetu. Jedinou její šancí na úspěch v boji proti Eduardovi IV. bylo spojení se silami jejího spojence Jaspera Tudora (strýce Jindřicha Tudora). Potřebovala překročit řeku Severn u Gloucesteru, ale to se ji nezdařilo, protože Richard Beauchamp, guvernér Gloucesteru, který stranil Yorkům, zabránil použití mostu ve městě.

## Bitva

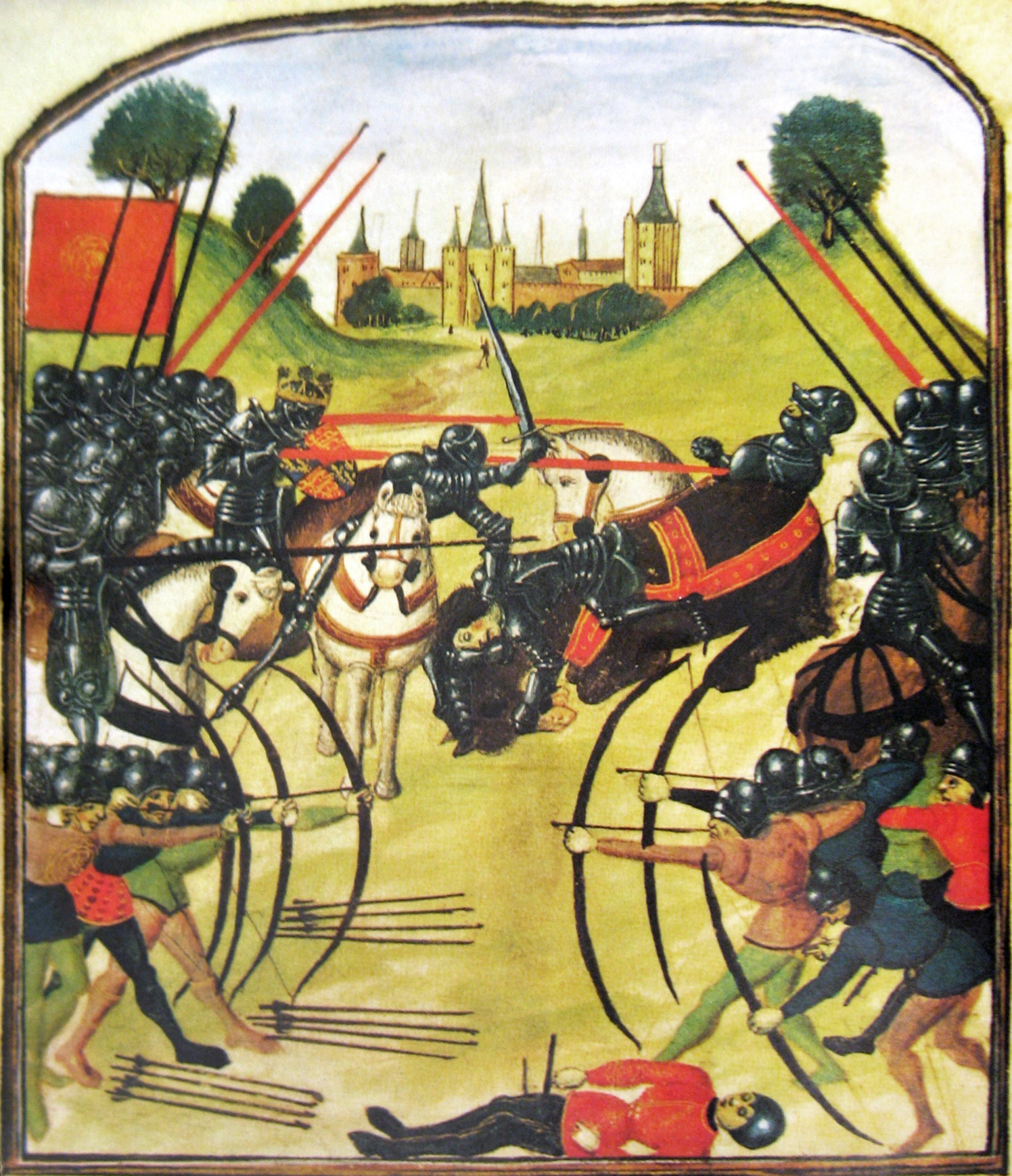
Dobová miniatura zobrazující bitvu u Tewkesbury

Markéta byla velmi závislá na vévodovi ze Somersetu, jediném zkušeném veliteli, kterého ve svém vojsku měla. Ten se ale králi nevyrovnal a až příliš často se dopouštěl nenápadných, ale závažných chyb. Stalo se tak i tentokrát.
Yorkové měli převahu v dělostřelectvu a Somerset, aby tuto nevýhodu nějak eliminoval, rozmístil své vojsko mezi stromy a keři, které je měly chránit. Špatně však přitom posoudil své možnosti a příliš upřednostnil výběr chráněných míst a následně boj muž proti muži před celkovou pevností pozice, takže jeho jednotky byly ve výsledku příliš zranitelné z boku, čehož v bitvě obratně využil Eduardův bratr Richard. Ukázkou Eduardových schopností bylo i to, že nechal vyčlenit asi 200 kopiníků číhajících na unikající Lancasterské vojáky.
Vývoj bitvy vyvolal mezi Lancastery paniku a uvádí se, že sám Somerset zabil jednoho ze svých velitelů, lorda Wenlocka, jako trest za nedostatek aktivity nebo pro zradu (jiné verze ale tvrdí, že Wedlock uprchl a zabit byl později). Na bojišti padla asi polovina Lancasterské armády. Někteří unikli do blízkého opatství, kde je jejich nepřátelé pronásledovali.

## Důsledky
Jednou z obětí bitvy byl i Jindřichův syn Eduard, princ z Walesu, i když není jisté, zda padl v bitvě nebo byl popraven krátce po ní. Byl jediným nositelem titulu prince z Walesu, který padl v bitvě. Všichni Lancasterští velitelé, včetně Somerseta, byli krátce po bitvě hromadně popraveni. Královna Markéta a její snacha Anna Nevillová byly zajaty a uvězněny. Král Jindřich VI. byl uvězněn v Toweru a po několika dnech zabit.